# Hannah Mills
Hannah Mills (Cardiff, 29 de fevereiro de 1986) é uma velejadora britânica.

## Carreira
Mills representou seu país nos Jogos Olímpicos de 2012, nos quais conquistou uma medalha de prata na 470 junto de Saskia Clark.
Mills disputou o Rio 2016, no qual ganhou o ouro na 470 ao lado de Clark, e Tóquio 2020, onde obteve novamente o título olímpico na mesma classe com Eilidh McIntyre de parceira.